# یواس‌اس کلمبوس (سی‌ای-۷۴)
یواس‌اس کلمبوس (سی‌ای-۷۴) (به انگلیسی: USS Columbus (CA-74)) یک کشتی بود که طول آن ۶۷۴ فوت ۱۱ اینچ (۲۰۵٫۷۱ متر) بود. این کشتی در سال ۱۹۴۴ ساخته شد.